# Hemieuxoa praevia
Hemieuxoa praevia är en fjärilsart som beskrevs av Lafontaine. Hemieuxoa praevia ingår i släktet Hemieuxoa och familjen nattflyn. Inga underarter finns listade i Catalogue of Life.